# St. Michael (Seeshaupt)

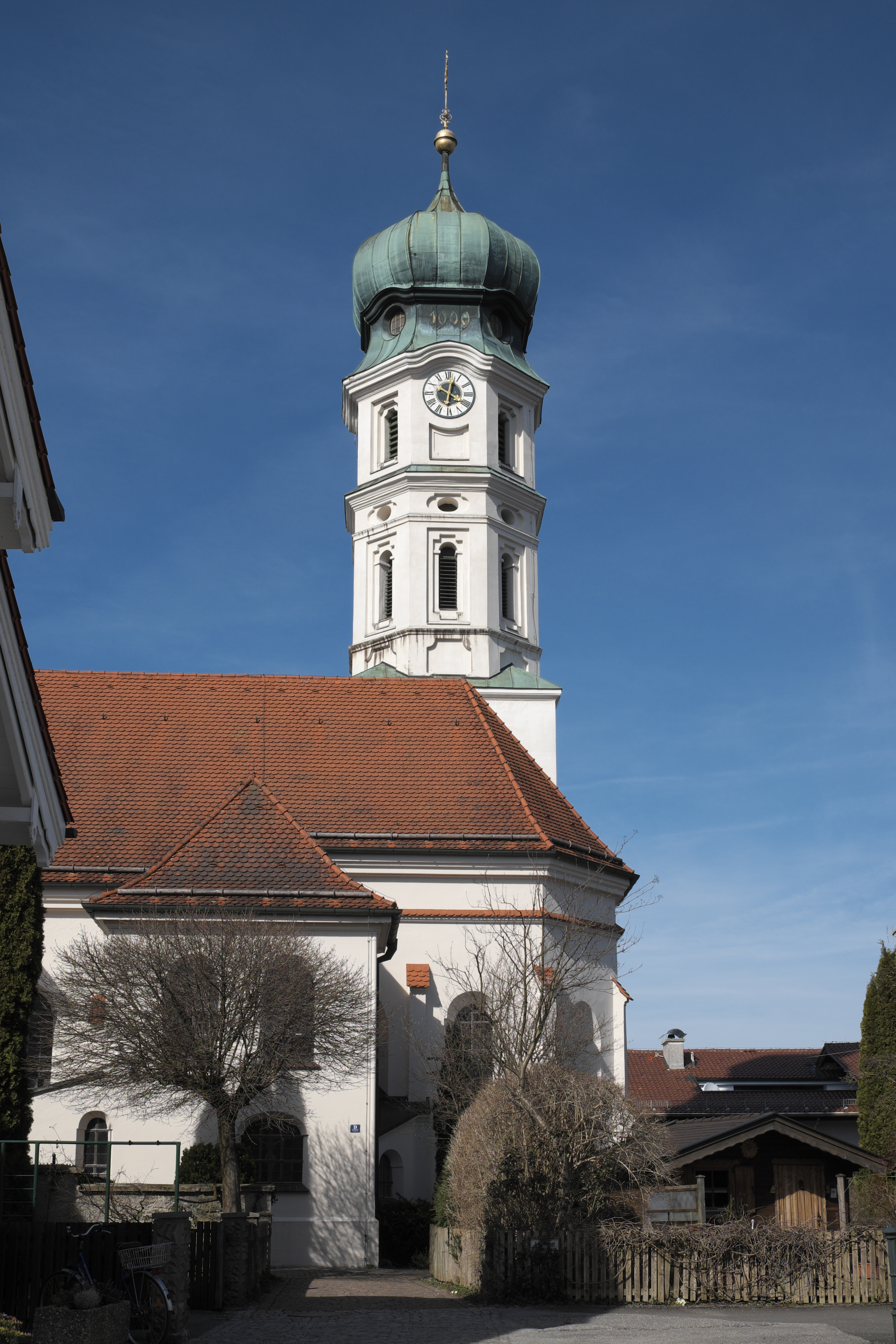
St. Michael von der Weilheimer Straße aus

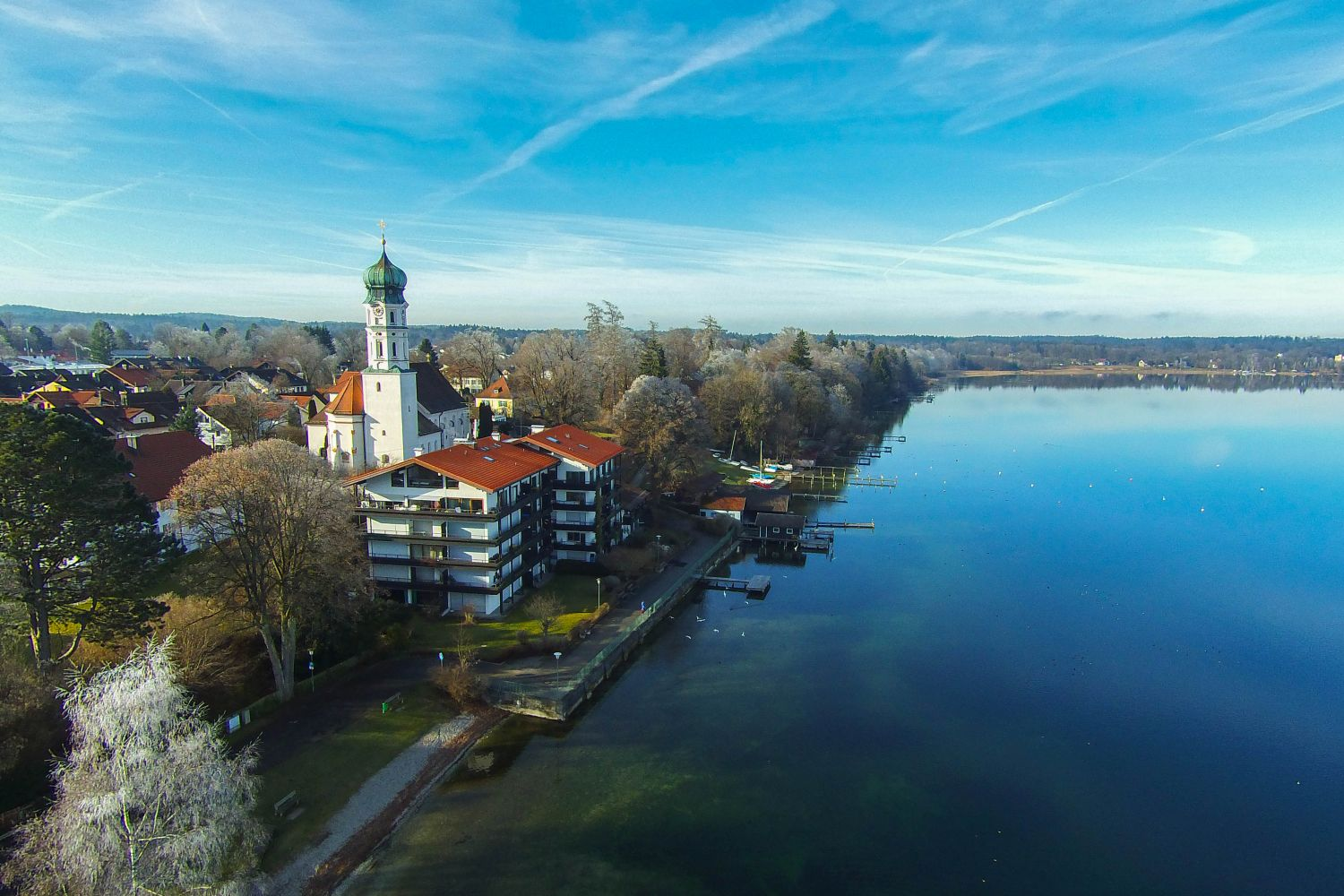
Luftbild von St. Michael mit Starnberger See

Die römisch-katholische Pfarrkirche St. Michael steht in Seeshaupt im oberbayerischen Landkreis Weilheim-Schongau. Die Pfarrei St. Michael ist Teil des Dekanats Benediktbeuern.

## Geschichte
Ab etwa 1346 existierte in Seeshaupt eine romanische Chorturmkirche, deren Langhaus die heutige Annakapelle war. Der untere Teil des Turms mit dem Chorbogen stammt vermutlich sogar aus dem 12. Jahrhundert. Im frühen 14. Jahrhundert wurde dort ein Kreuzrippengewölbe errichtet. 1352 wurde die Kirche vom Grafen Walram von Seefeld an das Augustinerchorherrenstift Polling verkauft, das es wiederum 1479 an das Chorherrenstift Bernried veräußerte. Nachdem die Kirche von dort aus zur Pfarrkirche erhoben wurde, sollte ein gotischer Neubau errichtet werden. Das alte Langhaus wurde dabei nicht abgebrochen, sondern als Seitenkapelle in das drei Joche lange neue Langhaus integriert. Am 22. August 1487 wurde diese Kirche geweiht. Um 1670 bis 1680 wurden im Barock dem Turm ein oktogonales Obergeschoss und ein Zwiebelturm aufgesetzt, die Spitzbogenfenster wurden durch Bogenfenster ersetzt und das Rippengewölbe wurde durch Stuck ausgetauscht. Diese Arbeiten übernahm vermutlich der Wessobrunner Caspar Feichtmayr. Etwa 1708 wurde auch das spätgotische Netzgewölbe in der Annakapelle durch Stuckaturen ersetzt. Bereits 31 Jahre danach wollte man die Kapelle wegen ihres undichten Dachs abreißen, was bereits von höherer Stelle bewilligt wurde. Letztendlich entschied man sich doch für ein neues Dach und den Erhalt der Annakapelle.
Beim großen Dorfbrand am 31. März 1815, bei dem 29 Seeshaupter Anwesen zerstört wurden, brannte auch der Kirchturm ab und die Glocken schmolzen. Der Rest des Gebäudes blieb aber ohne große Schäden, weshalb lediglich das Kirchendach und der Turm erneuert werden mussten. Sie wurden dem Geschmack des Klassizismus durch ein flacheres Dach und einen Spitzhelm am Turm angepasst. Ab 1870 wurde die Barockausstattung der Kirche unter Pfarrer Johann Baptist Held durch neue, im Stil der Neorenaissance und der Nazarener gehaltene Kunstwerke ausgetauscht.
Von 1909 bis 1911 wurde die Kirche nach Plänen der Architekten Josef Eisner sen. und Josef Eisner jun. erweitert. Das über die Annakapelle hinausstehende Joch des Langhauses wurde dabei abgebrochen und dort – im Westen – ein vier Joche langes neues Langhaus mit Pilastern und einem Tonnengewölbe aus Eisen und Rabitz angebaut. Das ehemalige Langhaus war zunächst vermutlich als Platz für Kinder gedacht und wird seit der Liturgiereform als Chorraum verwendet. Neben der Erweiterung erfolgte zudem die Vereinheitlichung der Ausstattung im Barockstil. Des Weiteren wurde der Turm um ein Stockwerk erhöht und dessen Spitzhelm durch eine geschwungene Zwiebelhaube ersetzt. Die Finanzierung erfolgte zum Teil durch eine Spende des Industriellen Heinrich von dall’Armi.
Im Zweiten Weltkrieg wurden alle Glocken eingeschmolzen. Im Juli 1950 erhielt die Pfarrkirche schließlich ein neues vierstimmiges Geläut. Geweiht sind die Glocken Johannes Nepomuk, Michael und Maria, hinzu kommt die Totenglocke.

## Beschreibung und Ausstattung

### Hochaltar

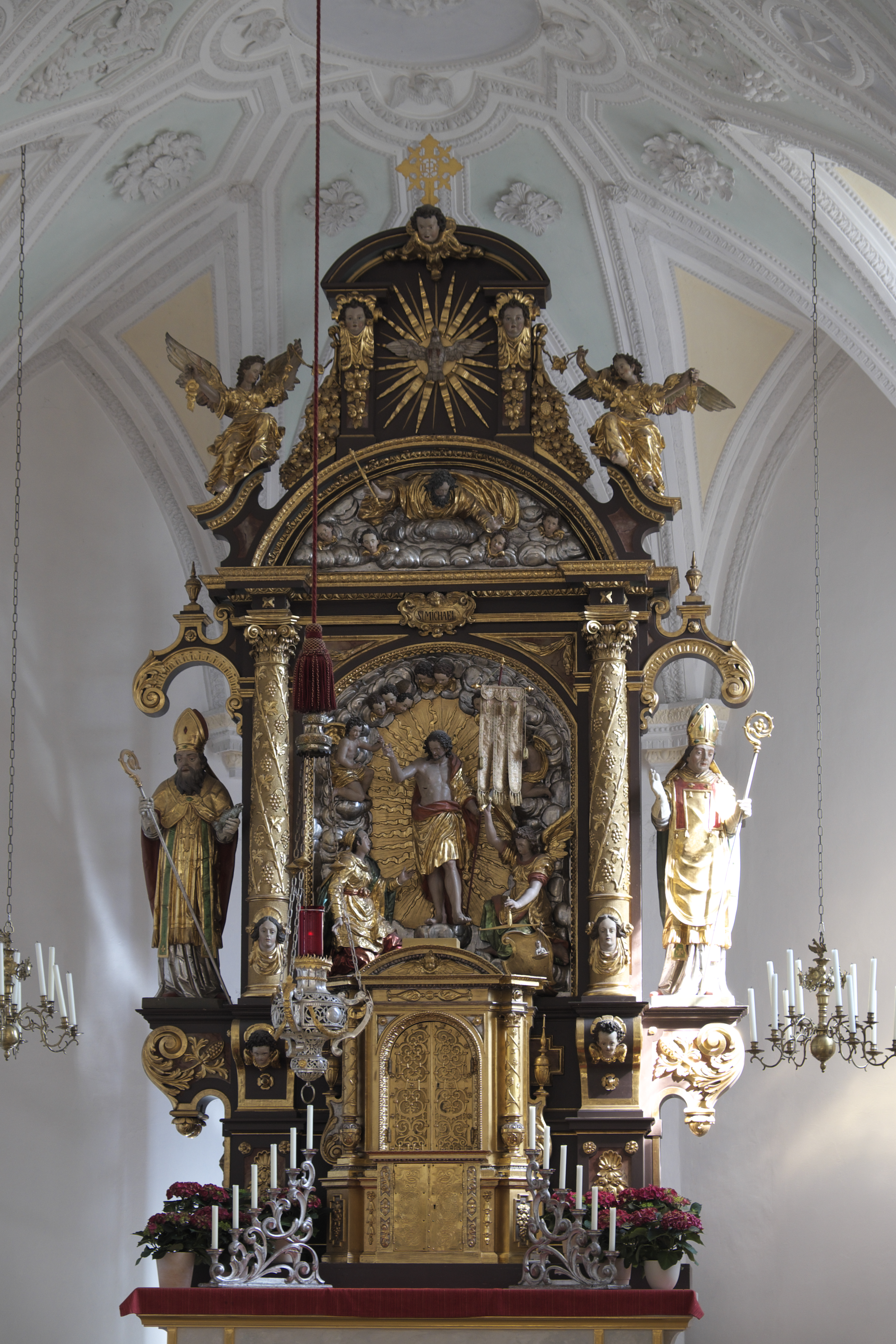
Hochaltar

Der dem Erzengel Michael geweihte neobarocke Hochaltar wurde nach einem Entwurf von Josef Eisner gebaut und 1910 von Heinrich Ritter von dall’Armi und dessen Frau Antonia gestiftet. In der Mitte steht eine Christkönig-Darstellung, zu deren Linken der Erzengel Michael den Sündern Bestrafung mit einem Flammenschwert androht. Den Sündern kommt dabei die Fürsprache Marias zu Hilfe, woraufhin Christus Michael Einhalt gebietet. Diese Figuren sind aus dem 17. Jahrhundert stammende Nachbildungen des Gnadenbildes in Klosterlechfeld. Darüber sind in Wolken Putten angeordnet. Die Darstellung der Dreifaltigkeit in der Mittelachse wird durch Gott Vater im Segmentgiebel und den Heiligen Geist im Auszug komplettiert. Der Giebel ist mit Engelsfiguren ausgestaltet. Die Assistenzfiguren sind zwei neobarocke Figuren heiliger Bischöfe, wobei die rechte Skulptur nicht eindeutig einzuordnen ist und die linke den Bistumspatron Ulrich darstellt. Der Stipes zeigt die nach ihrer Aussendung durch Jesus in die Welt ausziehenden Apostel.

### Seitenaltäre
Die beiden neobarocken Seitenaltäre sind den Eltern Jesu – Maria und Joseph – geweiht und enthalten 1909 angefertigte Figuren. Die Altäre wurden 1910 von Heinrich Ritter von dall’Armi mit Frau Antonia gestiftet und von Josef Eisner entworfen. Die Giebel sind mit Engelsfiguren ausgestaltet.

#### Frauenaltar

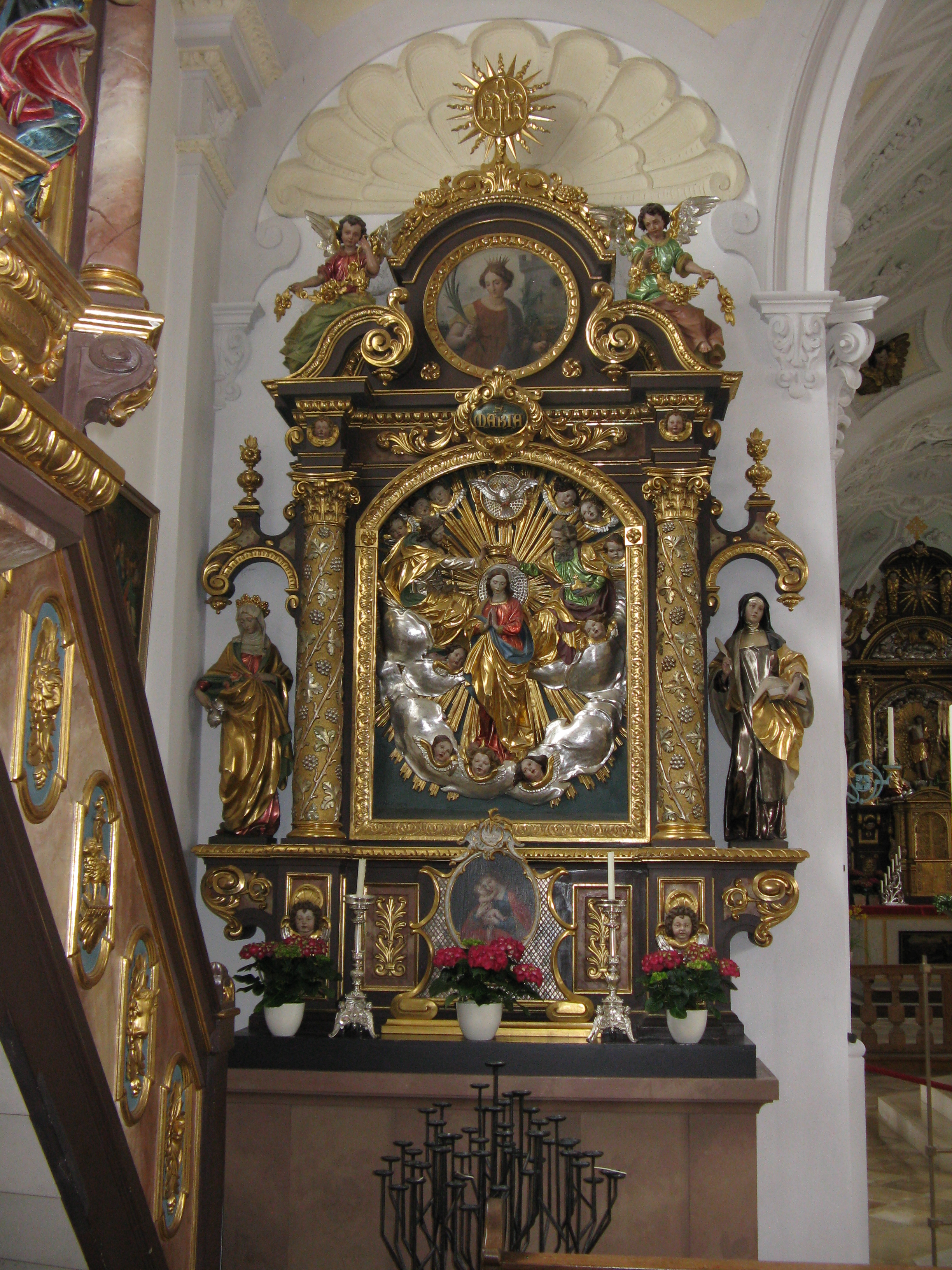
Linker Seitenaltar (Frauenaltar)

Im linken Altar, dem Frauenaltar, befindet sich zentral im Retabel ein Relief der Krönung Mariens durch Gottvater mit Sohn und dem Heiligen Geist. Die seitlichen Figuren zeigen links die heilige Elisabeth von Thüringen und rechts die heilige Therese von Ávila. Im runden Auszugsgemälde ist die heilige Barbara dargestellt. Auf der Predella steht heute eine Rokoko-Kopie des Gnadenbildes Mariahilf im Innsbrucker Dom.

#### Epistelaltar

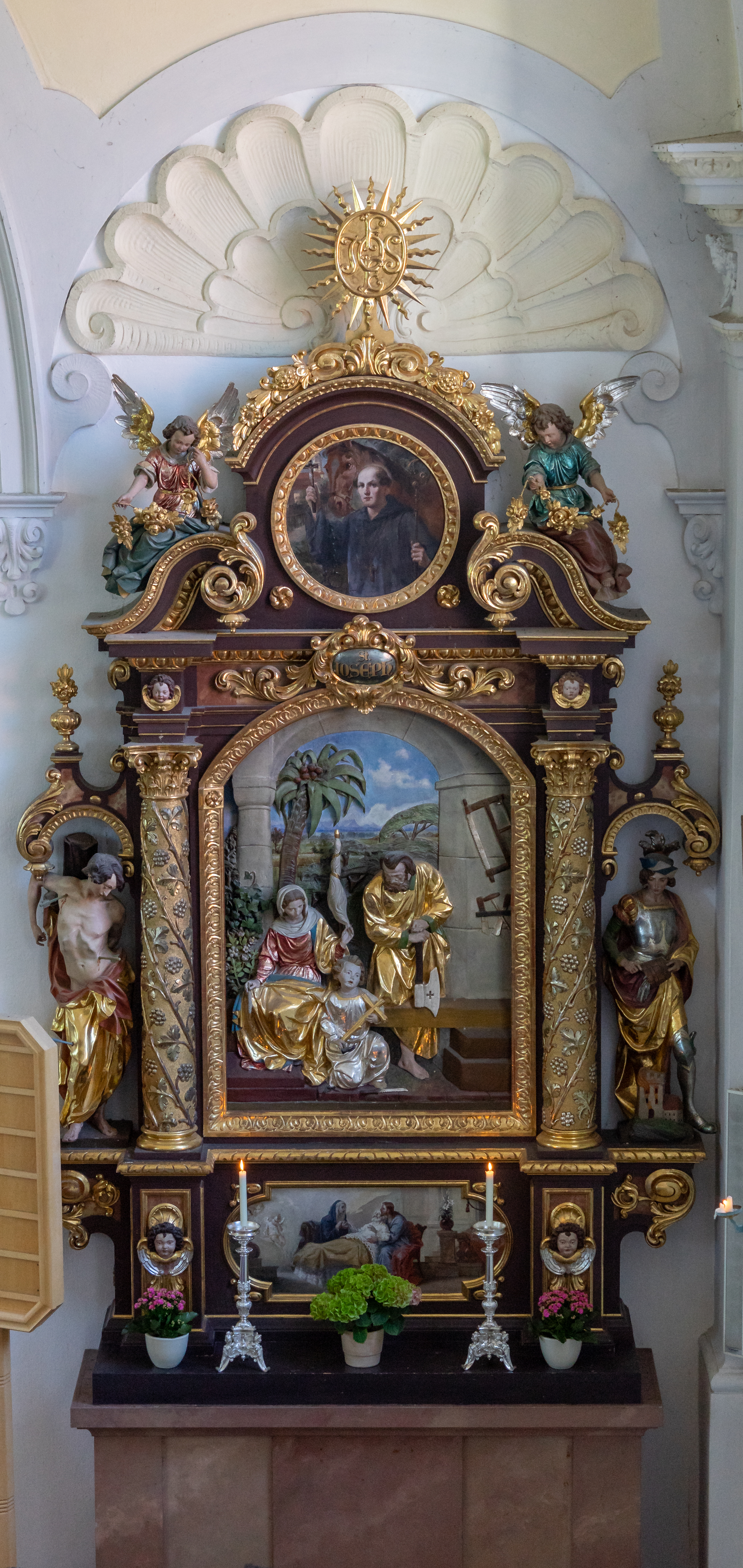
Rechter Seitenaltar (Epistelaltar)

Das Relief im rechten Seitenaltar, dem Epistelaltar, zeigt die Heilige Familie in Nazareth. Dieses wird von zwei Figuren flankiert: Links des heiligen Sebastian und rechts des heiligen Florian. Das Bild im Auszug zeigt den heiligen Leonhard, im Hintergrund ist die Seeshaupter Kirche zu erkennen. Die Predella ziert ein Gemälde, das den sanften Tod des heiligen Josef veranschaulicht.

### Kanzel

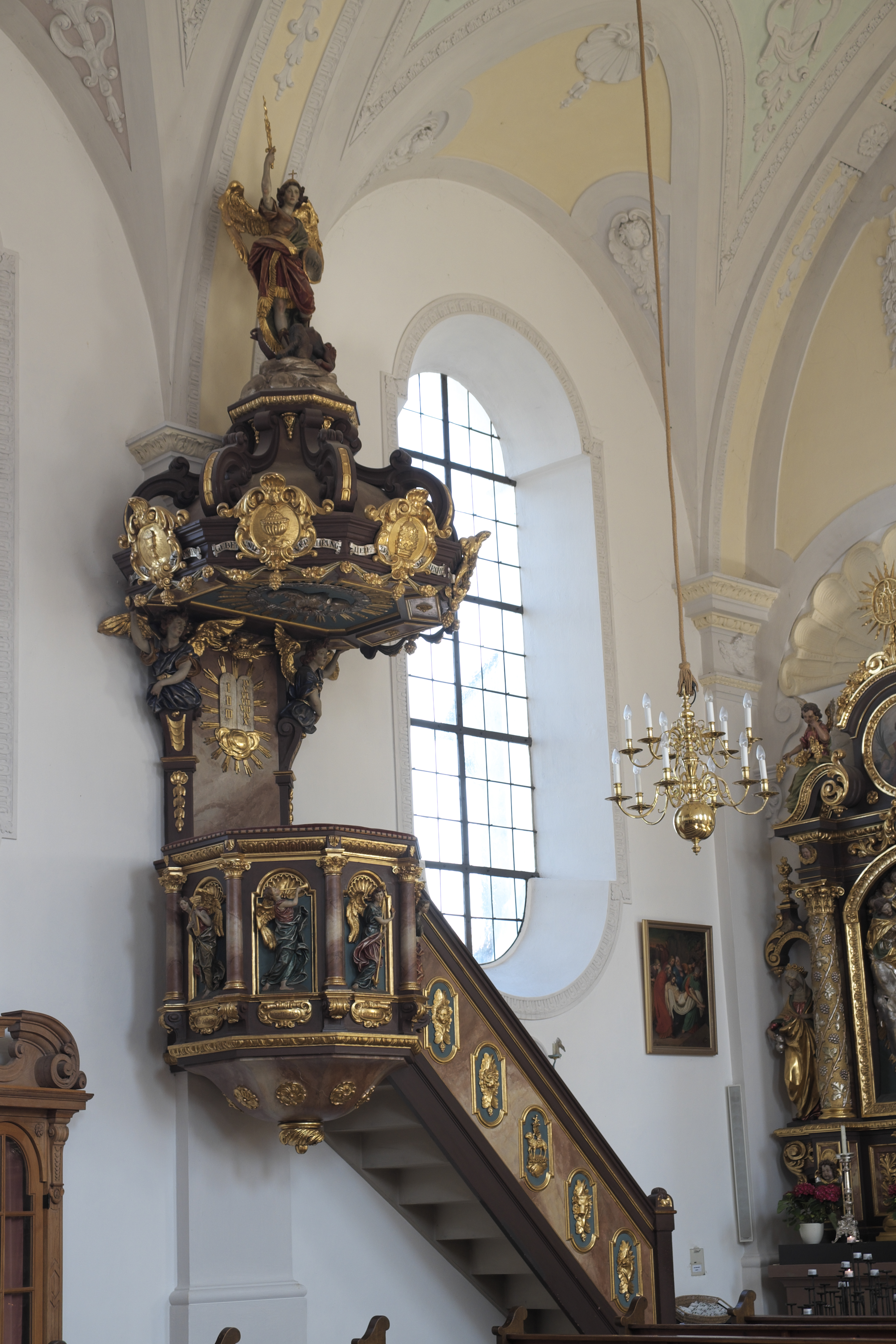
Kanzel

Der Entwurf der neobarocken Kanzel stammt von Josef Eisner, sie wurde 1913 von Heinrich und Antonia von dall’Armi gestiftet. Am Geländer der Stiege sind fünf Symbole, darunter die vier Evangelistensymbole, angebracht: In der Mitte das Lamm Gottes (Christus), daneben ein geflügelter Mensch (Matthäus), ein Stier (Lukas), ein Löwe (Markus) und ein Adler (Johannes). Am Kanzelkorb befinden sich vier musizierende Engel, die mit Attributen und Inschriften ihrer Wahrnehmungen bezeichnet sind. Auf der Kanzelrückwand sind durch ein Relief die Gesetzestafeln Moses dargestellt. Den Schalldeckel, der von zwei Engeln getragen wird, zieren fünf Kartuschen mit Symbolen und Schriftzügen der religiösen Hilfen in den Versuchungen des Lebens: Kelch und Hostie (OPFER UND SAKRAMENT), Ziborium (GEBET UND VEREHRUNG), Tiara (LIEBE ZUR HL. KIRCHE), Dornenkrone (GEDULD IN ALLEN LEIDEN), Evangeliar (HL. EVANGELIUM). Die Unterseite des Schalldeckels zeigt eine Taube als Symbol des Heiligen Geistes. Bekrönt wird die Kanzel von einer Figur des Erzengels Michael.

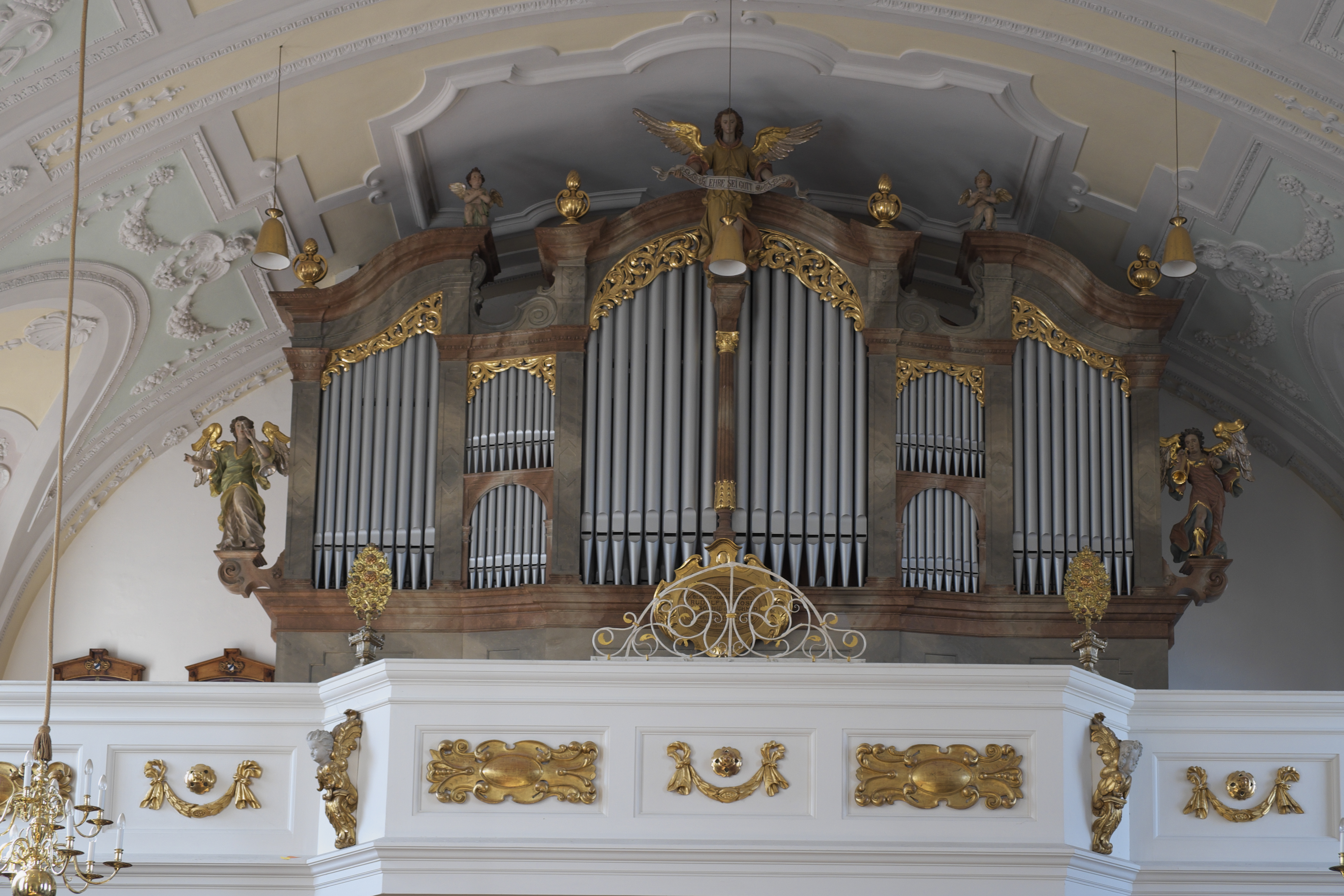
Weigle-Orgel

### Orgel
Die Orgel mit romantischem Klang wurde bei der Kirchenerweiterung 1909 von Friedrich Weigle aus Stuttgart als Opus 400 erbaut und von Freifrau Henriette von Simolin aus Seeseiten – der Tochter von Rudolf Knosp –gestiftet. Sie besteht aus 1.836 Pfeifen, die von einer pneumatischen Traktur angesteuert werden. Der künstlerische Entwurf im Stil des Neobarocks stammt von Josef Eisner und beinhaltet einige Engelsfiguren.
2009 wurde die Orgel unter der Leitung von Orgelbaumeister Konrad Bucher von der Werkstatt Münchner Orgelbau Johannes Führer restauriert. Die Disposition lautet:
| I Hauptwerk C–g3 |                                                          |     |
| 1.               | Bourdon                                                  | 16′ |
| 2.               | Principal                                                | 8′  |
| 3.               | Viola di Gamba                                           | 8′  |
| 4.               | Seraphon-Gedeckt (doppelt labiert)                       | 8′  |
| 5.               | Flûte octaviante                                         | 8′  |
| 6.               | Nachthorn                                                | 8′  |
| 7.               | Dulciana                                                 | 8′  |
| 8.               | Octave                                                   | 4′  |
| 9.               | Rohrflöte                                                | 4′  |
| 10.              | Octave                                                   | 2′  |
| 11.              | Mixtur IV                                                | 4′  |
| 12.              | Labial Engl. Horn (Sammelzug Viola di Gamba + Nachthorn) | 8′  |

| II Echo (schwellb.) C–g3 |                                         |     |
| 13.                      | Still Gedeckt                           | 16′ |
| 14.                      | Geigen-Principal                        | 8′  |
| 15.                      | Seraphon-Flöte (offen, doppelt labiert) | 8′  |
| 16.                      | Viola                                   | 8′  |
| 17.                      | Quintatön                               | 8′  |
| 18.                      | Liebl. Gedeckt                          | 8′  |
| 19.                      | Salicional                              | 8′  |
| 20.                      | Aeoline                                 | 8′  |
| 21.                      | Vox coelestis                           | 8′  |
| 22.                      | Gemshorn                                | 4′  |
| 23.                      | Travers-Flöte                           | 4′  |
| 24.                      | Cornett IV–V                            | 8′  |
| 25.                      | Labial Oboe (Sammelzug Viola+Quintatön) | 8′  |
|                          | Tremolo                                 |     |

| Pedal C–f1 |                                      |     |
| 26.        | Contrabass                           | 16′ |
| 27.        | Violonbass                           | 16′ |
| 28.        | Subbass                              | 16′ |
| 29.        | Liebl. Gedecktbass (aus Schwellwerk) | 16′ |
| 30.        | Octavbass                            | 8′  |
| 31.        | Cello                                | 8′  |

- Koppeln:
  - Manualkoppeln: II/I, II/I Sub, II/I Super
  - Pedalkoppeln: I/P; II/P
  - Melodiekoppel: II/I (nur der höchste Ton vom II. ins I. Manual)
  - Basskoppel: P/I (nur der tiefste Ton vom Pedal ins I. Manual)
- Spielhilfen:
  - Registergruppen
    - Flöten-Chor
    - Gamben-Chor
    - Principal-Chor

  - Dynamik
    - Feste Kombinationen (pianissimo, piano, mezzoforte, forte, tutti)
    - Registerschweller (14-stufig mit pneumatisch gesteuerter Anzeige)

### Annakapelle

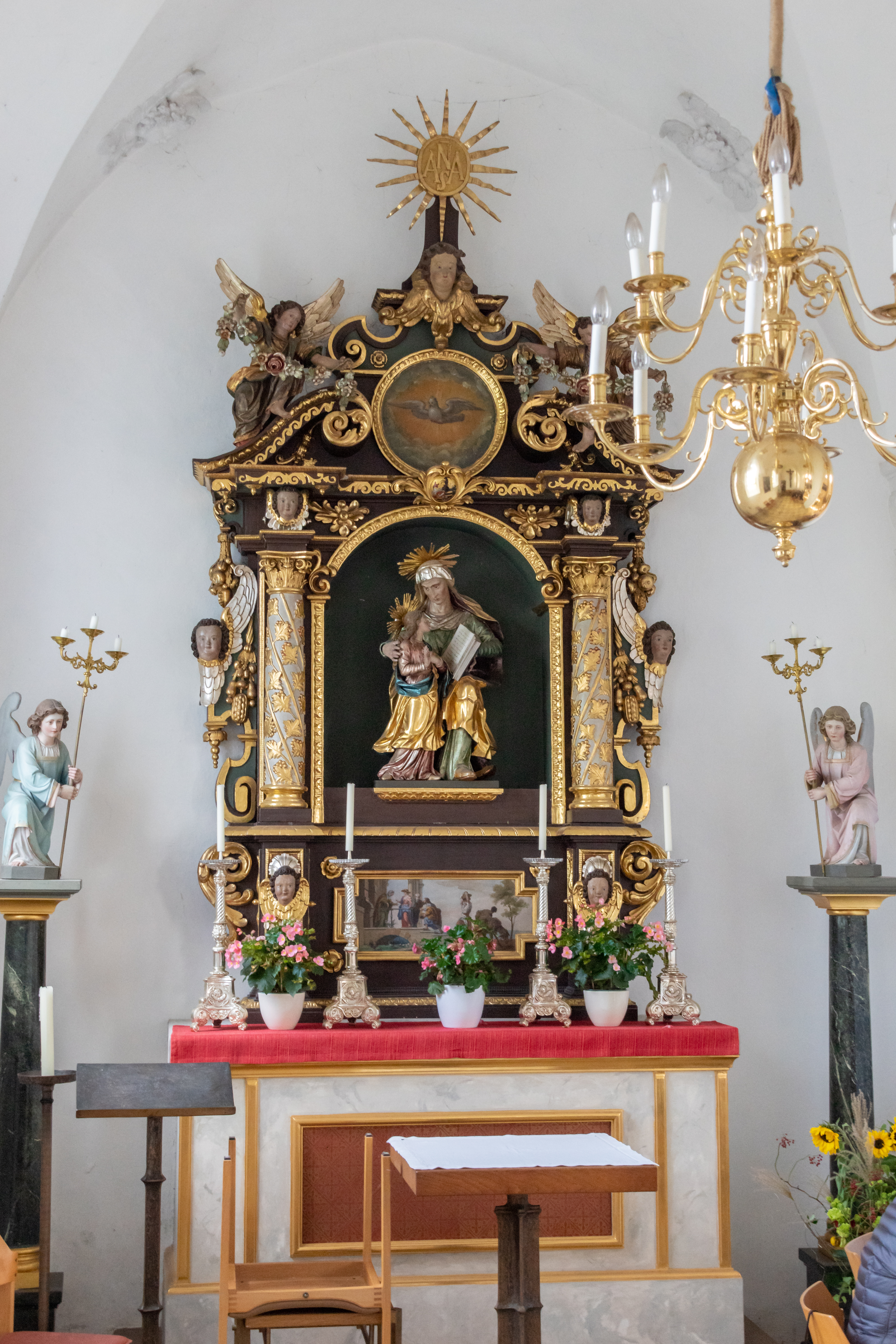
Altar der Annakapelle

Der Barockaltar, ursprünglich aus Eschenlohe stammend und um 1910 von Baron von Beck von Schloss Hohenburg gestiftet, beinhaltet die Figurengruppe der Unterweisung Mariens durch Anna. Die Annenfigur stammt aus dem 18. Jahrhundert. Im Auszug ist eine Heilig-Geist-Taube und in der Predella der Besuch Mariens bei Elisabeth illustriert. Der Giebel ist mit Engelsfiguren ausgestaltet.
Neben dem Altar befinden sich in der Kapelle ein Volksaltar, der 1995 vom Bildhauer Egon Stöckle geschaffen wurde, sowie ein Osterleuchter mit der Darstellung des Propheten Jona, dessen Befreiung am dritten Tag aus dem Bauch eines Fisches als Vorzeichen der Auferstehung Christi gedeutet wird. Außerdem steht beim Altar ein Buchsbaumkreuz über dem Schädel Adams, das sich auf folgende Bibelstelle bezieht: „Denn gleichwie sie in Adam alle sterben, so werden sie in Christus alle lebendig gemacht werden“ (1 Kor 15,22 ).

### Sonstige Ausstattung

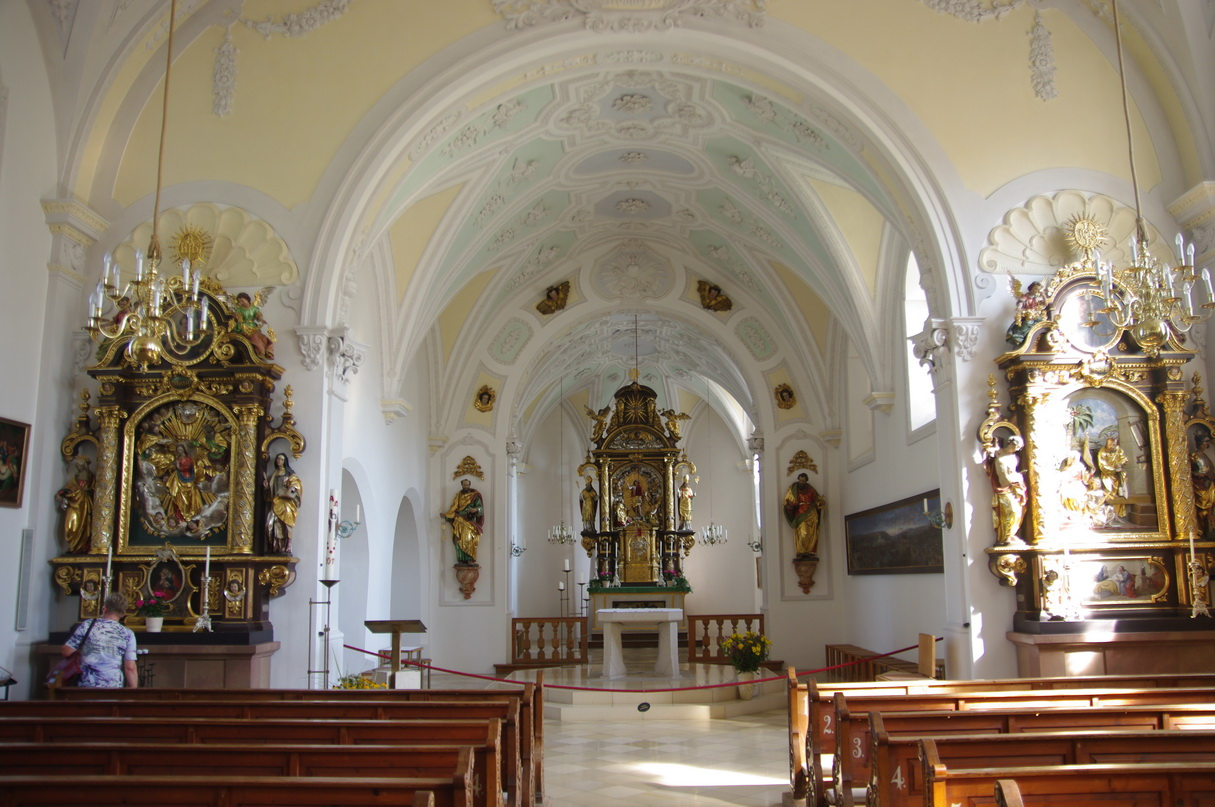
Innenraum

Im Chorraum auf der rechten Seite befindet sich eine historische Nachbildung des Gemäldes der Predigt Johannes des Täufers am Jordan von Bonifazio Veronese, gefertigt von Hermann Ebers. Gegenüber dem südlichen Eingang hängt ein Joseph Schlotthauer zugeschriebenes Brustbild Christi. Der Kanzel gegenüber befindet sich eine gotische Pietà aus der Mitte des 15. Jahrhunderts. Unter der Empore hängt ein Landschaftsgemälde des Kalvarienbergs von Karl-Hubert Frosch. Das Bild ist vermutlich der Entwurf desjenigen in Einsiedeln, das 1893 eingeweiht wurde. Am ehemaligen Chorbogen wurden ca. 1909 dort, wo sich vorher die Seitenaltäre befanden, lebensgroße Skulpturen der Apostel Petrus und Paulus aufgestellt.
Den Volksaltar gestaltete Lilly Schultz 1969 in Email und Altmessing.
Im Turm befinden sich noch nicht vollständig freigelegte Fresken mit Seltenheitswert. Die Wandmalereien in dem bis ins 15. Jahrhundert als Chor fungierenden Raum zeigen die Krönung Mariens im Osten, die Anbetung der Könige im Süden. Eine Darstellung der Madonna mit Kind stammt vermutlich noch aus der Romanik. Unterhalb dieser Bildnisse sind einige Heilige zu sehen. Aus dem mittelalterlichen Kirchenschatz ist ein um 1500 entstandenes spätgotisches silbernes Reliquienkreuz erhalten.